# Miziling
Miziling ou  Mizileng est une localité du Cameroun située dans la région de l'Extrême-Nord aux abords de la rivière Mayo boula, à environ 7 km de la ville de Gazawa. Sur le plan administratif, Miziling fait partie du canton de Gazawa rural, de la commune de Gazawa et du département de Diamaré. 

## Population
La localité de Miziling comprend deux entités: Miziling Foulbé et Miziling Guiziga. En 2005, le troisième recensement général de la population et de l’habitat du Cameroun  y dénombre 875 habitants dont 485 à Miziling Foulbé et 390  à Miziling Guiziga. 

## Initiative de développement
Des initiatives de restauration des sols hardés (sols improductifs) ont été entreprises dans la localité de Miziling dans le but d'améliorer les rendements agropastoraux.